# جون كارلسن
جون كارلسن (بالدنماركية: John Carlsen)‏ مواليد 31 ديسمبر 1961 في محافظة هوودستادن، الدنمارك، هو دراج دانمركي سابق. سبق أن شارك في دورة الألعاب الأولمبية الصيفية.

## روابط خارجية
- جون كارلسن على موقع أرشيف الدراجات (الإنجليزية)
- جون كارلسن على موقع إحصائيات الدراجات الإحترافية (الإنجليزية)
- جون كارلسن على موقع CycleBase (الإنجليزية)
- جون كارلسن على موقع أوليمبيديا (الإنجليزية)